# Bisdom Azogues
Het bisdom Azogues (Latijn: Dioecesis Azoguensis) is een rooms-katholiek bisdom met als zetel Azogues, in Ecuador. Het bisdom is suffragaan aan het aartsbisdom Cuenca. 

## Geschiedenis
Het bisdom werd opgericht op 26 juni 1968, uit delen van het aartsbisdom Cuenca. 

## Parochies
Het bisdom had in 2020 een oppervlakte van 4.515 km2 en telde 253.000 inwoners waarvan 97,8% rooms-katholiek was.

## Bisschoppen
- José Gabriel Diaz Cueva (26 juni 1968 - 29 april 1975)
- Raúl Eduardo Vela Chiriboga (29 april 1975 - 8 juli 1989; kardinaal in 2010)
- Clímaco Jacinto Zarauz Carrillo (2 maart 1990 - 14 februari 2004)
- Carlos Anibal Altamirano Argüello (14 februari 2004 - 25 september 2015)
- Oswaldo Patricio Vintimilla Cabrera (25 juni 2016 - heden)

## Galerij van afbeeldingen

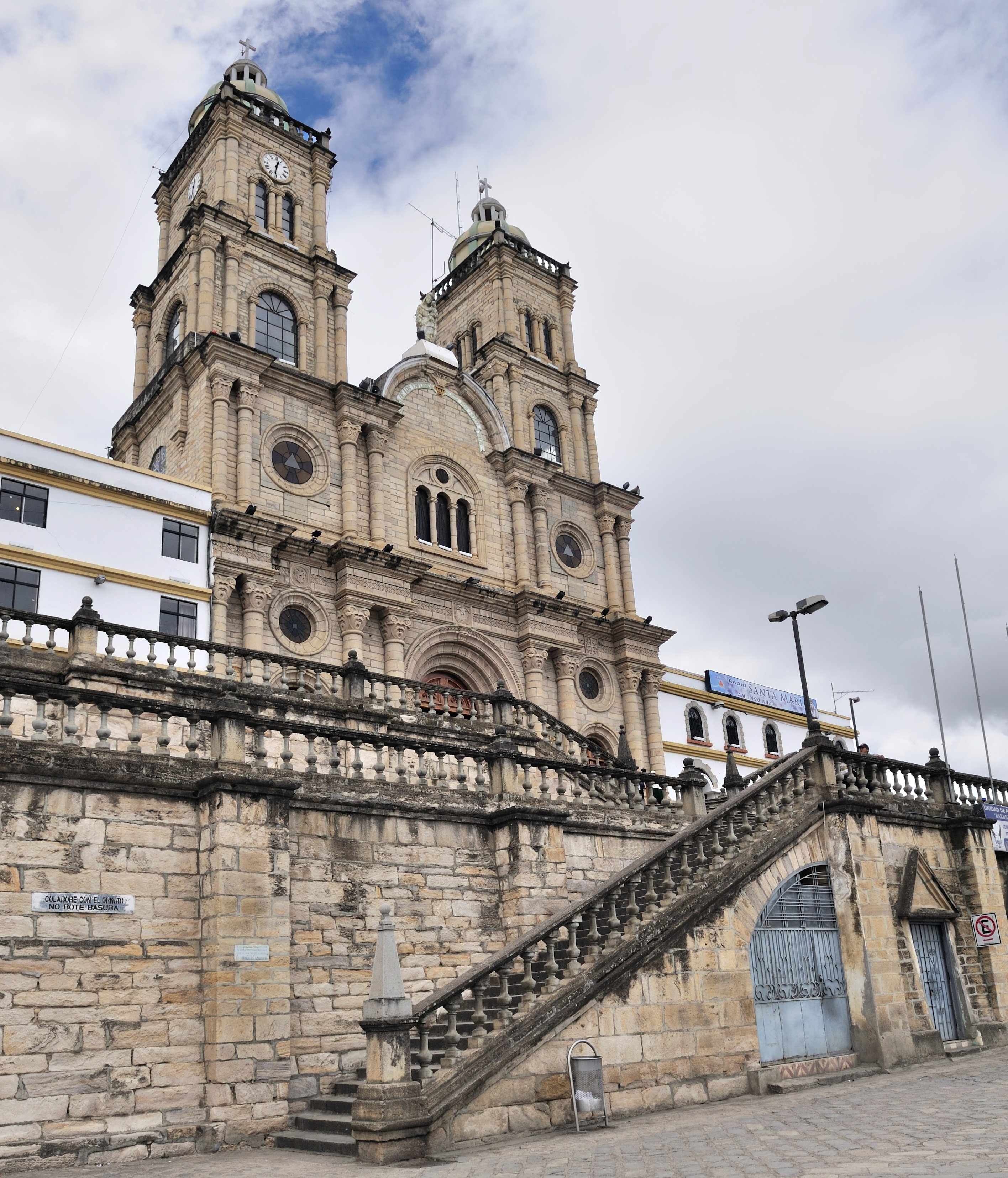
Santuario de la Virgen de la Nube
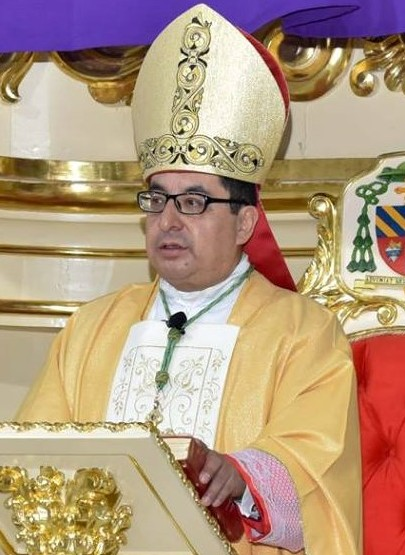
Bisschop Oswaldo Patricio Vintimilla Cabrera (2016-heden)
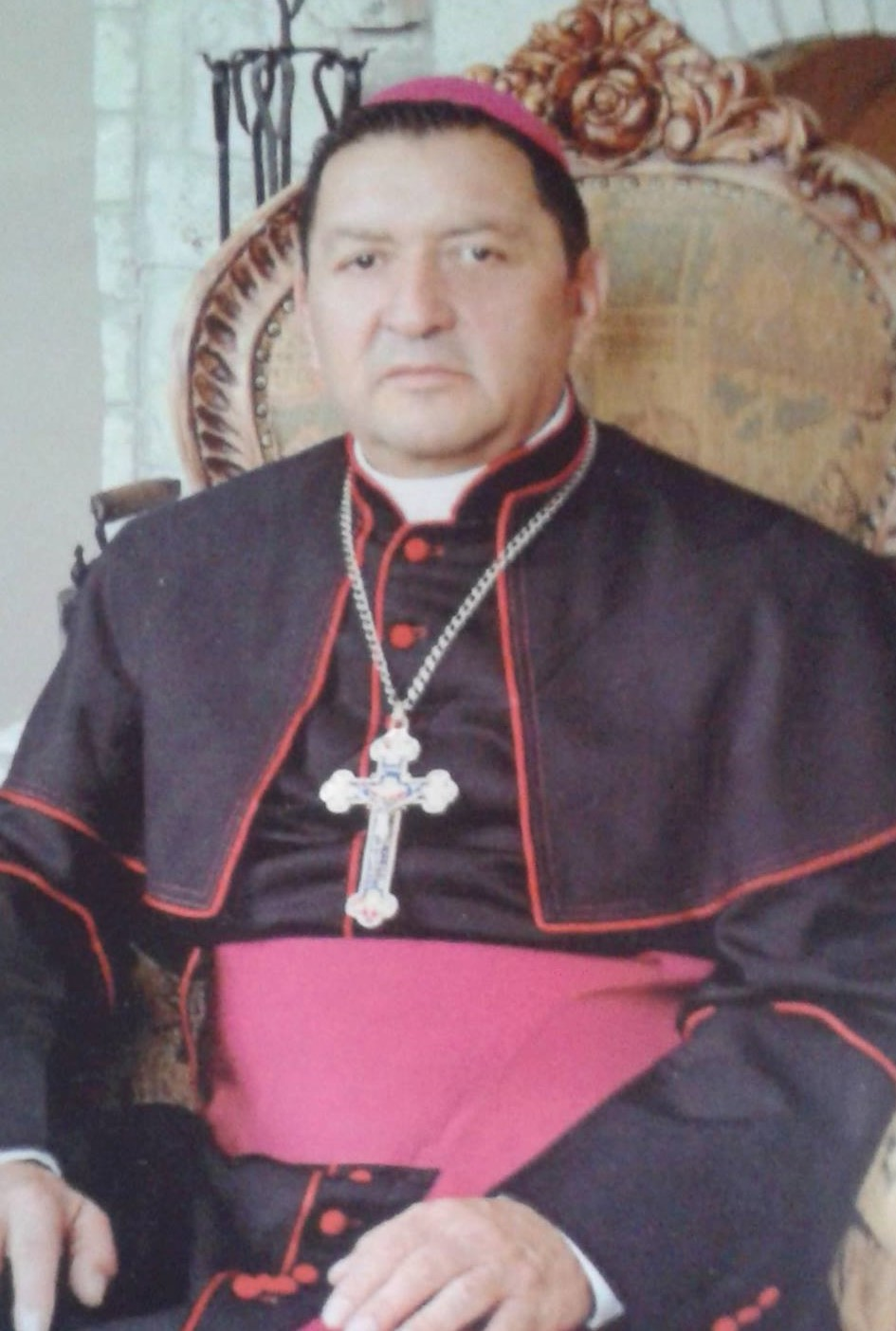
Bisschop Carlos Anibal Altamirano Argüello (2004-2015)
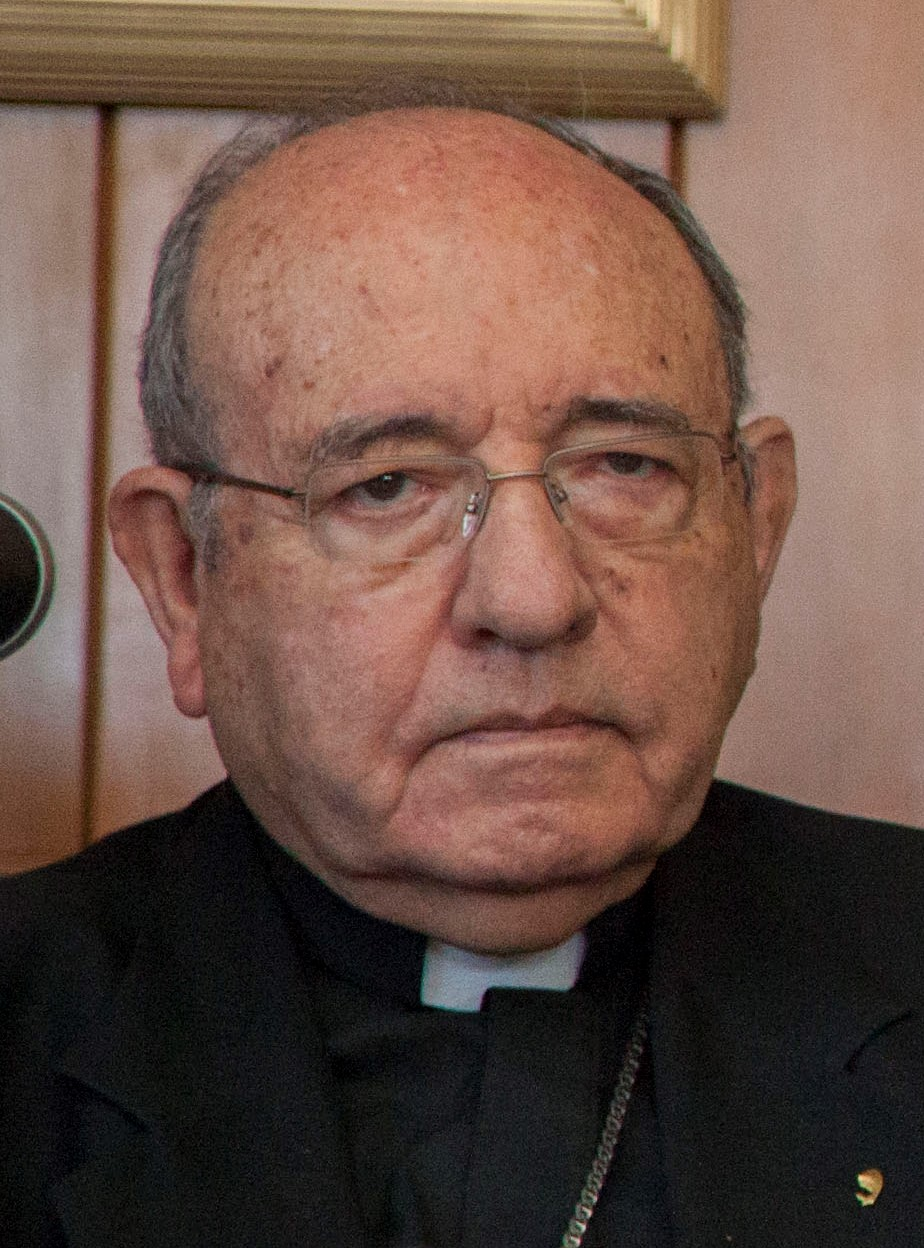
Bisschop Raúl Eduardo Vela Chiriboga (1975-1989), kardinaal gecreëerd in 2010

Cuenca (aartsbisdom) · Azogues · Loja · Machala